# Bapu Sahib
El meherban shrimant Bhagwan Rao Trimbak Pant Pratinidhi (Aundh, 1919), alias Bapu Sahib, fue el virrey del minúsculo estado de Aundh entre 1951 y 1962. Era sobrino del diplomático Apa Sahib (1912-1992) y nieto del virrey Bala Sahib (1868-1951).

## Biografía
Entre 1951 y 1962 fue el undécimo «Pant Pratinidhi» (‘virrey’)

### «Surya Namaskars»
En 1989 hizo publicar en Londres (Reino Unido) un libro en inglés acerca de los «saludos al sol» (en plural), a los que subtitula como «un antiguo ejercicio indio».
El texto tiene poca diferencia con el libro de su abuelo Bala Sahib, pero mantiene el error del libro de su tío Apa Sahib, adjudicándole a la serie de asanas una antigüedad mitológica.

## Descendencia
Bapu Sahib Pant se casó con Lalita Gauri Raje Sahiba ―f. 8 de abril de 2007 (a los 87 años), hija de G. V. Mavalankar, el primer orador del Lok Sabha― con quien tuvo un hijo.
Meherban Shrimant Shripat Rao Bhagwant Rao fue el 12.º Pant Pratinidhi de Aundh entre 1962 y 1997 (1947 - 28 de septiembre de 1997), tuvo un hijo: Bhagwant Rao Shripat Rao.
Meherban Shrimant Bhagwant Rao Shripat Rao fue el 13.º Pant Pratinidhi de Aundh entre el 29 de septiembre de 1997 y 1999.
Nació en 1972, se casó con Rani Gayatri Devi, una dama parsi que se convirtió a la religión hinduista.
Él falleció el 2 de marzo de 1999 en un accidente motociclístico en Pune.
En noviembre de 1999, ella fue elegida al Zilla Parishad desde la Audh Constituency.
Tuvieron dos hijas:
- Rajkumari Charushila Raje (n. 1995)[6]
- Rajkumari Harshita Raje (n. 1997)[6]